# 사살락 하이쁘라콘
사살락 하이쁘라콘(태국어: ศศลักษณ์ ไหประโคน, 1996년 1월 8일 ~ )은 태국의 축구 선수로 현재 부리람 유나이티드에서 수비수로 활약하고 있다.

## 구단 경력
2014년 방콕 유나이티드에서 데뷔하여 데뷔 시즌에는 리그 1경기 교체 출전에 그쳤으나 이듬해인 2015년부터 2017년까지 점차 출전 시간을 늘려가며 성장 가능성이 높은 유망주로 이름을 알렸다.
이후 2017년 고향팀인 부리람 유나이티드로 임대 이적하여 리그 9경기에 출전한 뒤 완전 이적하여 106경기 6골·16어시스트의 기록으로 태국 1부 리그 2연패(2017년, 2018년), 2019년 태국 챔피언스컵 우승 등에 공헌했고 호치민 시티와 상하이 하이강과의 2020년 AFC 챔피언스리그 예선 플레이오프 2경기에 모두 선발로 출전하는 등 부리람의 핵심 멤버로 자리를 굳혔으며 2021년 5월 25일 K리그1의 강호 전북 현대 모터스로 6개월 임대 이적을 확정지으며 동남아시아 선수로는 역대 4번째이자 삐야퐁 피우온 이후 37년만에 역대 2번째로 K리그에 입성한 태국 선수에 이름을 올렸다.
비록 2021 시즌에서는 주전 경쟁 탈락, 선수 명단 제외 등으로 인해 거의 경기에는 출전하지 못했지만 전북 현대의 K리그 5연패 및 통산 9번째 리그 우승의 순간을 함께 한 뒤 2022년 2월 28일 부리람 유나이티드로 복귀했다.

## 국가대표팀 경력
태국 U-23 대표팀 소속으로 2017년 동남아시아 경기 대회에서 6경기에 모두 출전하여 팀의 동남아 경기 대회 통산 16번째 금메달이자 U-23 대표팀의 통산 7번째 금메달 획득에 기여했고 2017년 두바이컵 친선 대회에서도 팀의 우승에 이바지했다.
그리고 2018년 6월 2일 중국과의 친선 경기에서 태국 A대표팀 소속으로 국제 A매치 데뷔전을 치렀고 이듬해인 2019년 9월 10일과 10월 15일 인도네시아와 아랍에미리트와의 2022년 FIFA 월드컵 아시아 지역 2차 예선 G조 2차전과 3차전에서 각각 교체 및 선발로 출전하여 팀 승리에 일조했다.
이후 2021년 6월 3일 인도네시아와의 7차전에서 후반 35분 에르네스토 푸미파와 교체 투입되었고 7일 아랍에미리트와의 최종전에도 출전하는 등 현재까지 A매치 9경기에 출전했다.

## 수상 내역

### 구단
부리람 유나이티드
- 태국 리그 1 : 우승 (2017, 2018)
- 태국 챔피언스컵 : 우승 (2019)

 전북 현대 모터스
- K리그1 : 우승 (2021)

### 국가대표팀
태국 U-23
- 동남아시아 경기 대회 : 금메달 (2017)
- 두바이컵 : 우승 (2017)